# بونوبو
بونوبو یا شامپانزه کوتوله (به انگلیسی: Bonobo) (با نام علمی Pan paniscus) گونه‌ای از سردهٔ شامپانزه است. نسل بونوبوها در معرض انقراض قرار دارد و زیستگاه فعلی آن‌ها تنها بخشی از جمهوری دموکراتیک کنگو در قاره‌ی آفریقا است.
بونوبوها در ابتدا به عنوان زیرگونه‌ای از شامپانزه معمولی در نظر گرفته می‌شدند.
بونوبوها به همراه شامپانزه‌ها نزدیک‌ترین خویشاوند انسان هستند. از آن‌جا که بونوبوها و شامپانزه‌ها هیچ‌یک شناگران ماهری نیستند، احتمالاً جدایی این دو گونه پس از تشکیل رودخانهٔ کنگو ۱٫۵ تا ۲ میلیون سال پیش آغاز شده‌است.
کوکولوپوری یکی از مناطق غنی از نظر زیستگاه بونوبوها و مرکز اصلی جنگل صلح بونوبو است.

## نظام اجتماعی
نظام اجتماعی بونوبوها بر مساوات، صلح‌جویی بنا نهاده‌ شده است. با اینکه گونه‌ای رتبه‌بندی اجتماعی در جامعه‌های ایشان به چشم می‌خورد، روی‌هم‌رفته رفتار افراد با هم بر پایهٔ مساوات است. درگیرهای خشن میان افراد بسیار کم است و معمولاً از طرق مسالمت آمیز برای رفع مناقشات و کاستن تنش‌های موجود میان افراد استفاده می‌شود.
غذا غالباً میان همه تقسیم می‌شود و محبت در میان آن‌ها از جایگاه به خصوصی برخوردار است. بونوبوهای نر حالت تهاجمی به خصوصی ندارند و برخلاف گونه‌های دیگر که درگیر نزاع‌های روزانه‌اند (مانند شامپانزه‌های معمولی) فاقد دستگاه عضلانی قابل ملاحظه هستند. رفتار جنسی بنوبوها بسیار شبیه انسان است و از این بابت تنها گونه حیوانی شبیه به انسان هستند. 
شهرت این کپی‌ها به مساوات‌گری و صلح‌جویی به معنی نبود تهاجمگری در میان ایشان نیست. دیده شده‌است گاهی تازش‌های درون گروهی میان ان‌ها رخ دهد، با این حال این تازش‌ها — برخلاف تازش‌ها در اجتماعات شمپانزه‌های معمولی — هرگز مرگبار نیست یعنی تازش مرگبار تا کنون دیده نشده‌است.
بونوبوها خوراک خود را داوطلبانه با دیگر هم‌نوعان خود تقسیم می‌کنند؛ به بیانی دیگر، بونوبوها ترجیح می‌دهند به جای تنها غذا خوردن آن را تقسیم کنند و غذای خود را با بونوبوی دیگری بخورند.

## ملاحظات فرگشتی در خاستگاه انسان

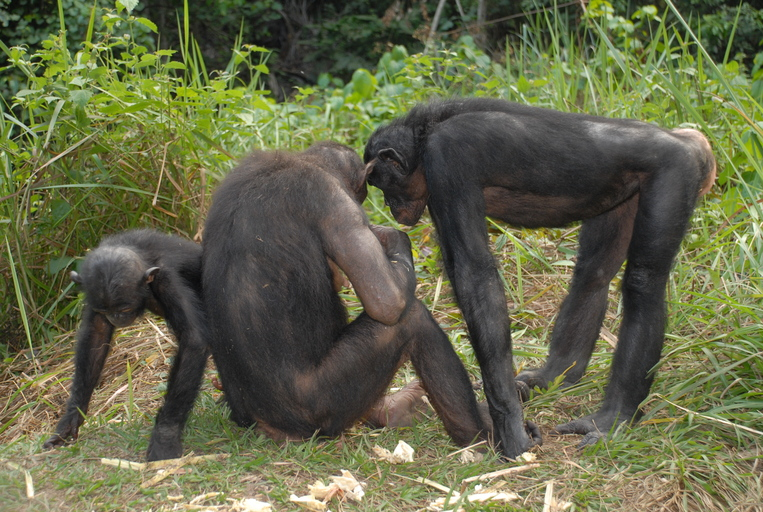
یک گروه بونوبو

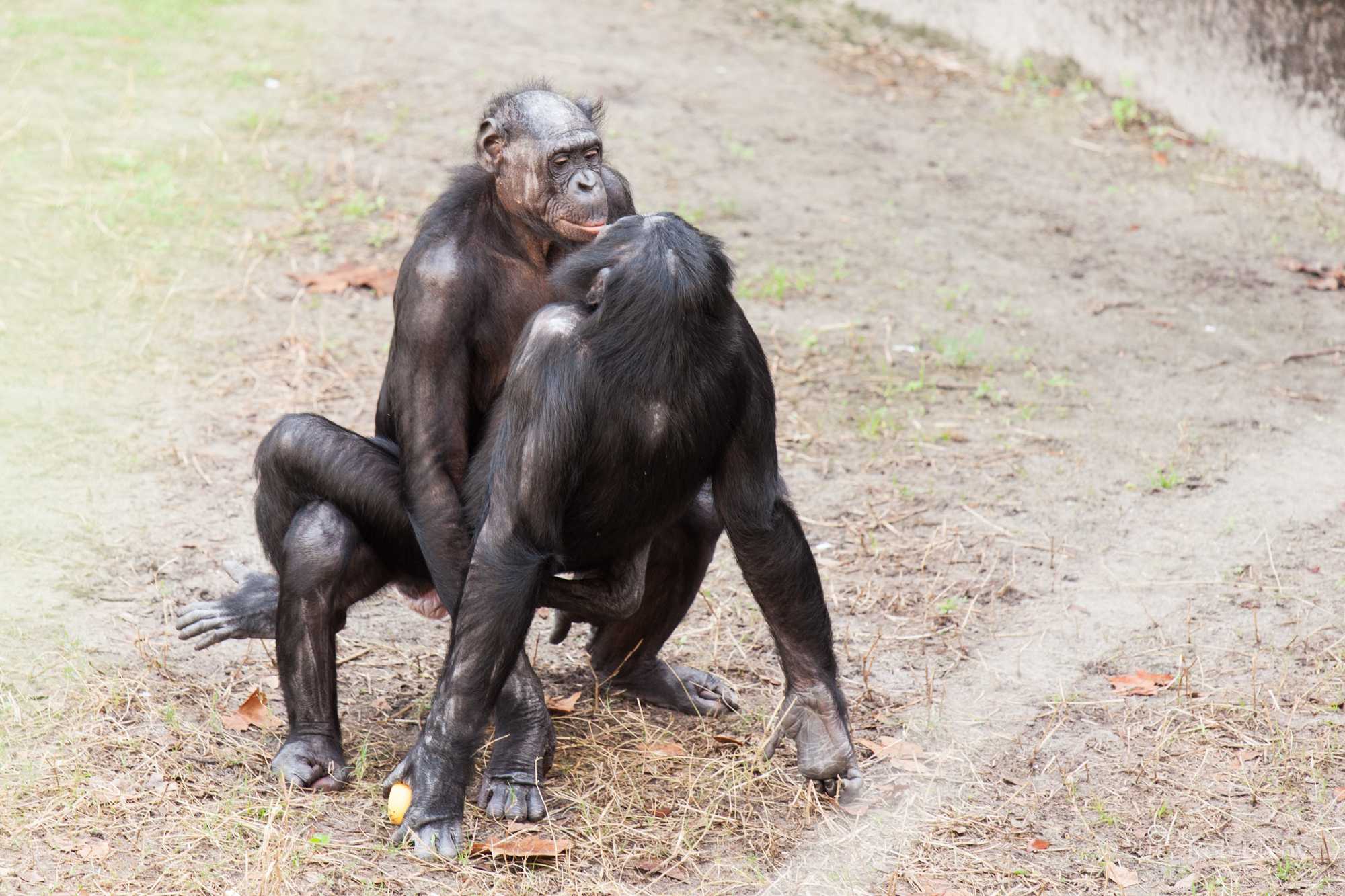
جفت‌گیری بونوبوها

بونوبوها به همراه شمپانزه‌های معمولی، نزدیک‌ترین گونه‌ها به انسان هستند. جدایی شمپانزهٔ معمولی و بونوبو بعد از جدایی نسل انسان از شاخهٔ منتهی به این دو گونه صورت گرفته است، بنابراین فاصلهٔ فیزیولوژیک بونوبو و انسان مشابه فاصلهٔ شمپانزه و انسان است. تحقیق در مورد شمپانزه‌ها سابقه‌ای بسیار قدیمی‌تر دارد. علاوه بر این، به‌طور سنتی، نظام اجتماعی پدرسالار و جنگجوی شمپانزه‌های معمولی به عنوان شبیه‌سازی‌ای برای بررسی گذشتهٔ نظام اجتماعی انسان‌ها در نظر گرفته شده است. در جوامع شمپانزه‌ها، جنگ‌های بین‌گروهی، کشتار، خوردن گوشت، نظام طبقاتی، ساخت ابزار و بازی‌های سیاسی بر سر قدرت به‌وفور مشاهده می‌شود. این ویژگی‌ها در جوامع انسانی هم وجود دارد، اما بیشتر به جنبه‌های مردانهٔ انسان‌ها مربوط می‌شود. با ورود بونوبوها به تحقیقات، تصویر سنتی از جوامع پیشاانسان‌ها مورد چالش قرار گرفت. امروزه، برخی دانشمندان به چند دلیل بونوبو را مدل بهتری برای جامعهٔ اجداد انسان می‌دانند:
1. نسبت‌های اندام‌های بدن به یکدیگر در بونوبو به نسبت‌های انسانی نزدیک‌تر است.
2. چون زیستگاه بونوبو که بیشه‌های پردرخت است، به زیستگاه‌های جد مشترک انسان و شمپانزه نزدیک‌تر است، احتمال کم‌تر بودن فشار تکاملی و در نتیجه تغییر کمتر این گونه (در قیاس با شمپانزه) می‌رود.
3. اشتراک کد ژنتیکی مربوط به رفتار تعلقی (دوستانه) در انسان و بونوبو؛ این کد ژنتیکی در شمپانزهٔ معمولی نیست.[۶]

## کتاب‌ها
- «بونوبوها»: رفتار، بوم‌شناسی، حفاظت، (مجموعه مقالات- ۳ جلد)، تاکیشی فرویچی، جو تامپسون، ترجمهٔ الهام ذوالقدر، نشر اینترنتی، ۱۳۹۴
- سرشت جنسی بشر :آمیزش جنسی و خاستگاه پیشاتاریخی مسائل جنسی امروزی (به انگلیسی: Sex at Dawn: The Prehistoric Origins of Modern Sexuality) نام کتابی است که توسط کریستوفر ریان (PHD)(به انگلیسی: Christopher Ryan) و ساسیلدا جِفا (MD) (به انگلیسی: Cacilda Jethá) نوشته شده است. این کتاب اولین بار در سال ۲۰۱۰ توسط انتشارات هارپرکالینز به چاپ رسید. برای نسخهٔ کاغذی، که در ۵ ژوئیه ۲۰۱۱ به چاپ رسید، عنوان جانبی کتاب به چگونه جفت می‌یابیم، چرا از آن تخطی می‌کنیم، و این برای روابط امروزی چه معنایی دارد. تغییر یافت.